# West Lebanon
West Lebanon é uma cidade  localizada no estado americano de Indiana, no Condado de Warren.

## Demografia
Segundo o censo americano de 2000, a sua população era de 793 habitantes.
Em 2006, foi estimada uma população de 779, um decréscimo de 14 (-1.8%).

## Geografia
De acordo com o United States Census Bureau, West Lebanon tem uma área de 1,6 km², dos quais 1,6 km² são cobertos por terra e 0,0 km² cobertos por água. West Lebanon localiza-se a aproximadamente 217 metros acima do nível do mar.

## Localidades na vizinhança
O diagrama seguinte representa as localidades num raio de 20 km ao redor de West Lebanon.